# Emin Ağayev
Emin Rafael oğlu Ağayev (Baku, 10 agosto 1973) è un allenatore di calcio ed ex calciatore azero, di ruolo difensore.

## Carriera

### Club
Ha iniziato la carriera professionistica nel 1990 con il MCOP-Termist. Dopo una stagione al Dinamo Baku, è passato al Neftçi Baku, dove ha giocato per due stagioni prima di trasferirsi in Russia.
Dal 1993 al 1998 ha militato nell’Anži Machačkala, collezionando 185 presenze e segnando 10 reti. Successivamente ha vestito le maglie del Torpedo-ZIL Mosca, del FK Chimki, del Baltika Kaliningrad, del Dinamo Brjansk e del Nosta Novotroick.
Tornato in Azerbaigian nel 2005, ha giocato per l’Olimpik Baku, prima di chiudere la carriera con il Volga Tver' nel 2010.

### Nazionale
Con la nazionale azera, ha collezionato 65 presenze e segnato un gol tra il 1992 e il 2005.

### Allenatore
Dopo il ritiro è diventato allenatore, guidando club come il Dagdizel' Kaspijsk e il Volga Tver', ed è stato viceallenatore in diverse squadre, tra cui Chimki e Səbail.

## Palmarès

### Club
- Campionato azero: 1

Neftçi Baku: 1992
- Azərbaycan Superkuboku: 1

Neftçi Baku: 1992
- Pervenstvo Professional'noj Futbol'noj Ligi: 1

Torpedo-ZIL: 1999 (Girone Ovest)